# Colmen di Dazio
La Colmen di Dazio, chiamata anche Culmine o Colma (950 m s.l.m.) è un piccolo rilievo della Valtellina sito nei pressi del paese di Dazio, e ai cui piedi si trova l'abitato di Ardenno. Per la sua posizione isolata dalla sua sommità si possono ammirare panorami spettacolari dalle cime della Val Masino a quelle della Val Gerola, il fondovalle con la città di Morbegno e il Pian di Spagna, e tutta la Valtellina fino all'imbocco della Val Camonica.

## Geografia
È situata all'inizio della zona denominata Costiera dei Cech, che sovrasta nella Bassa Valtellina sulla sponda idrografica destra dell'Adda. Divisa dalla dorsale che scende dal Monte Spluga dalla piana che ospita il paese. Forma uno spartiacque fra la media e la bassa Valtellina, dividendo la piana di Ardenno, ad est, dal conoide di Talamona, ad ovest.
Amministrativamente appartiene al comune di Morbegno per il versante sud e a quello di Dazio per il versante nord, il confine passa lungo il crinale pianeggiante.

## Geologia
Le sue rocce sono costituite da un plutone granitico, chiamato granito di Dazio, generato da intrusioni di magma in una preesistente struttura di rocce metamorfiche. Il granito, duro e compatto, ha resistito all'azione abrasiva dei ghiacciai che scendevano dalla val Masino e Valtellina fino a 15 mila anni e che ne hanno modellato la forma, arrotondata e piatta sulla cima

## Storia
(Giovanni Guler von Weineck, governatore per le Tre Leghe Grigie della Valtellina nel 1587-88, nell'opera "Rhaetia", 1616)
Non rimane nessuna traccia del castello, rimangono i segni lasciati della miniera d'oro, sfruttata fino alla fine del Settecento e citata ancora in un documento ottocentesco, nei pressi della località Porcido sul versante sud.  
Sulla parte sommitale si trovano tracce di costruzioni per avvistamento e di una casermetta costruiti nella prima guerra mondiale utilizzata anche nella seconda, trasformata in un rifugio aperto nel maggio 2016.

## Flora e fauna
Vi è una profonda differenza tra i due versanti, quello rivolto a sud è roccioso, arido e scosceso, caratterizzato da scarsità di essenze arboree e abbondanza di erica arborea; quello a nord ha caratteristiche più simili ai versanti orobici, essendo decisamente più umido e quindi coperto di bosco misto composto da: quercia, frassino, carpino, castagno. La Colmen è rifugio per molte specie di animali: camosci, cervi, caprioli, lepri, coturnici con bisce e vipere.

## Accesso
Una comoda strada sterrata realizzata per scopi militari consente un facile accesso alla cima, altri sentieri ben segnalati collegano il crinale con diverse località. Negli ultimi anni è stata valorizzata dal punto di vista escursionistico, con cartellonistica e tavoli per pic-nic, grazie al contributo della sezione CAI di Morbegno e dell'Associazione Colmen – la Montagna Magica.